# サキ・カスカス
サキ・カスカス（Saki Kaskas 、本名：Theodosius Kaskamanidis 、1971年9月24日-2017年11月11日）は、ギリシャ系カナダ人の音楽家。
ニード・フォー・スピードシリーズをはじめとするコンピュータゲームを中心に活動しており、この芸名以外にもキャプテン・ジンジャー（Captain Ginger）という芸名で活動していた。

## 生涯
1971年、西ドイツのクレーフェルトにてギリシャ人の夫妻の間に生まれた。生まれて間もなく、一家はカナダのブリティッシュコロンビア州バンクーバーに移住した。
15歳の時にギターを始めた。最初彼はオムニボル（Omnibol）というロックバンドで活動しており、その2年の間、1日5時間も練習していた。
このバンドはバンクーバーの音楽シーンで不評を買っていた。
1993年にオムニボルが解散した際、彼はギリシャ系のフォークバンドからヘビメタバンドに至るまで様々なバンドに参加するようになったほか、CM音楽にも加わるようになった。

### エレクトロニック・アーツでの活動
1994年、彼はヘビー・ラウンジというインストゥルメンタルバンドに参加した。このバンドはプログレッシブロックが主体だったが、ジャズやファンク、メタルも積極的に取り入れていた。1996年、ヘビー・ラウンジのキーボード担当のジェフ・ヴァン・ディックがサキに『オーバードライビンDX』の楽曲制作の契約を取り付けた。その後、サキもエレクトロニック・アーツ所属の作曲家としてフルタイムで働くことになり、 ニード・フォー・スピードシリーズや『Mass Effect 2』など多数の作品を手掛けた。

### エレクトロニック・アーツ以外での活動
エレクトロニック・アーツ以外の作品においては、ザ・ハンブル・ブラザーズとともに、スキニー・パピー, デフトーンズ, リンキン・パーク, フィルター, ドライセル、アナスタシア、 スタティック-Xといったバンドのリミックスにギタリストとして参加してきた。
『スリーピングドッグス 香港秘密警察』といったゲーム作品の楽曲制作の傍ら、2012年にはソロ活動を再開していた。

## 死去
2016年11月11日、フェンタニルの過剰摂取によりバンクーバーにある自宅のアパートにて死亡した。死亡するまでの10年間、彼はヘロイン中毒と戦っていた。 制作中だったアルバム"Theodosius"は、ヴァン・ディックや、Traz Damji、 Rom Di Priscoをはじめとする仲間たちの支援により完成され、本人の没後にあたる2019年に発売された。

## 主な作品
- Rome: Total War（英語版）
- オーバードライビンDX
- オーバードライビンII
- オーバードライビンIII
- オーバードライビンIV（英語版）
- NHL 97
- NHL 98
- Missile Command
- ニード・フォー・スピード ポルシェ・アンリーシュド
- Rugby 2001
- シムシティ4
- Mass Effect 2